# Aturada d'octubre de 1972
L'aturada d'octubre de 1972, també coneguda com l'aturada dels patrons o l'aturada dels camioners, va ser un tancament patronal realitzat a Xile durant el mes d'octubre de 1972, en contra del govern de la Unitat Popular encapçalat pel president Salvador Allende. Aquest tancament patronal va comptar amb el suport i el finançament de gremis empresarials de Xile i de l'⁣Agència Central d'Intel·ligència (CIA) que buscava desestabilitzar el govern socialista i causar malestar a la població.

## Antecedents
El 1972, l'⁣economia de Xile passava per una greu situació; malgrat que en el primer any del govern de la Unitat Popular s'havia aconseguit baixar la inflació, cap a 1971-1972 les mesures del «⁣pla Vuskovic⁣» —anomenat així pel ministre d'Economia Pedro Vuskovic— van produir una devaluació de l'⁣escut xilè, la moneda nacional, provocant una contracció del país d'un -1,21 %, i una hiperinflació del 225 %.
La fixació oficial de preus va comportar l'⁣escassetat i el mercat negre, cosa que significava la venda de molts béns a preus superiors als oficials. Per això, el govern va crear l'Empresa Nacional de Distribució i Comercialització i les Juntes de Proveïment i Control de Preus (JAP).
Tot i això, aquestes mesures no van aconseguir revertir la situació, provocant descontentament i el sorgiment de protestes en contra del govern, principalment amb la participació i diligència de les classes mitjanes i altes. L'⁣1 de desembre de 1971 es va realitzar l'anomenada «⁣marxa de les olles buides⁣», que donaria origen a l'agrupació Poder Femení, i que va ser recolzada pels partits opositors —fonamentalment els partits Demòcrata Cristià, Democràcia Radical i Nacional. El 21 d'agost de 1972 el comerç va fer un «atur d'advertiment», al qual va adherir la Federació d'Estudiants Secundaris de Santiago (FESES).

## Desenvolupament

### Inici de l'atur
La greu situació econòmica, i els rumors d'estatització d'empreses de transport projectat per la Corfo a la província d'Aysén —que van provocar una aturada indefinida en aquesta província des de l'1 d'octubre— van portar a la Confederació Nacional de Propietaris de Camions (CNDC), liderada per León Vilarín, amb el suport d'altres gremis, a convocar una aturada nacional indefinida el 9 d'octubre d'aquell any, agreujant-se els problemes de distribució de mercaderies. L'atur va comptar amb el suport monetari de l'⁣Agència Central d'Intel·ligència dels Estats Units (CIA), que conspirava per fer caure el govern de la Unitat Popular, lliurant també recursos a diaris opositors, principalment a El Mercurio. Això es trobà dins de l'arxiu desclassificat posteriorment per la CIA, anomenat "Pla Setembre" en el qual es promouen "moviments gremialistes de patrons i la resistència civil de la burgesia".
El govern de la Unitat Popular va resoldre prendre accions legals contra els organitzadors de l'atur, el qual va ser qualificat pel ministre de l'Interior Jaime Suárez com a «polític, il·legal i sediciós»; per això, León Vilarín i altres dirigents dels transports van ser detinguts i traslladats a la Presó Pública de Santiago la nit del 10 d'octubre. Els camioners van replicar a aquestes mesures amb el bloqueig de les principals carreteres del país el 12 d'octubre, provocant el desproveïment de combustible i d'altres mercaderies de caràcter essencial, davant del qual el president Salvador Allende va declarar l'estat d'emergència a 18 províncies del país.
De mica en mica, l'oposició i altres gremis professionals es van plegar a la mobilització, com els transportistes urbans, la Confederació del Comerç Detallista (Confedech) —liderada per Rafael Cumsille —, la Confederació de la Petita Indústria i Artesanat (Conupia), la Confederació de la Producció i el Comerç (CPC) —presidida per Jorge Fontaine — i l'Associació de Propietaris de Microbusos i Taxibuses de la Locomoció Col·lectiva Particular. El 17 d'octubre van adherir el Col·legi Mèdic i la FESES. El mateix van fer gremis d'⁣enginyers, advocats, odontòlegs, professors, treballadors portuaris, pilots de LAN Xile i la Federació d'Estudiants de la Universitat Catòlica de Xile (FEUC), quedant el país virtualment paralitzat.

### «El plec de Xile» i resposta del govern
El 19 d'octubre León Vilarín anuncià un plec de peticions al govern; en paraules de Sergio Bitar, això «va revelar que, després d'una imatge gremial, existia una vasta operació política». L'endemà es va constituir el Comando Nacional de Defensa Gremial, que va agrupar gran part de les confederacions gremials i empresarials i als col·legis professionals.
El Comando Nacional va publicar les seves demandes en un document que es va conèixer com El plec de Xile, publicat originalment com a inserció al diari El Mercurio el 22 d'octubre, i replicat per la resta dels mitjans de comunicació opositors a Allende. Al plec s'exigia la fi de les clausures radials, la banca única, l'ofegament de la paperera i altres peticions similars. Es va convocar a una paralització d'activitats general per al 24 d'octubre, a la qual es va titular Dia del silenci.
L'aturada va finalitzar amb el nomenament com a ministres de membres de les Forces Armades, el 2 de novembre de 1972: el comandant en cap de l'exèrcit, Carlos Prats, a Interior⁣; el contralmirant Ismael Huerta en Obres Públiques, i el general de Brigada Claudio Sepúlveda a Mineria. Aquest gabinet va durar fins a les eleccions parlamentàries del març de 1973.